# Taekwondo nos Jogos Europeus de 2015 - Até 57 kg feminino
A competição até 57 kg feminino foi um dos eventos do taekwondo nos Jogos Europeus de 2015, em Baku, no Azerbaijão. Foi disputada no Baku Crystal Hall no dia 17 de junho.

## Calendário
Horário de verão do Azerbaijão (UTC+5).
| Data        | Horário | Fase                |
| ----------- | ------- | ------------------- |
| 17 de junho | 09:00   | Oitavas de final    |
| 17 de junho | 15:00   | Quartas de final    |
| 17 de junho | 17:00   | Semifinal           |
| 17 de junho | 21:15   | Repescagem e bronze |
| 17 de junho | 22:15   | Final               |

## Medalhistas
| Ouro   | GBR Jade Jones                     |
| Prata  | CRO Ana Zaninović                  |
| Bronze | SWE Nikita Glasnović ESP Eva Calvo |

## Resultados
Os resultados do evento foram os seguintes.
Legenda
- R — Ganhou por competição de parada de árbitro
- W — Ganhou por desistência

|  | Oitavas-de-final        | Oitavas-de-final        | Oitavas-de-final |  |  | Quartas-de-final        | Quartas-de-final        | Quartas-de-final  |    |                      | Semifinais           | Semifinais        | Semifinais |  |  | Final | Final | Final |
|  |                         |                         |                  |  |  |                         |                         |                   |    |                      |                      |                   |            |  |  |       |       |       |
|  | ESP Eva Calvo           | ESP Eva Calvo           | 13               |  |  |                         |                         |                   |    |                      |                      |                   |            |  |  |       |       |       |
|  | ALB Ada Demneri         | ALB Ada Demneri         | 1                |  |  | ESP Eva Calvo           | ESP Eva Calvo           | 11                |    |                      |                      |                   |            |  |  |       |       |       |
|  | FIN Suvi Mikkonen       | FIN Suvi Mikkonen       | 4                |  |  | TUR Hatice Kübra Yangın | TUR Hatice Kübra Yangın | 3                 |    |                      |                      |                   |            |  |  |       |       |       |
|  | TUR Hatice Kübra Yangın | TUR Hatice Kübra Yangın | 7                |  |  |                         |                         |                   |    | ESP Eva Calvo        | ESP Eva Calvo        | 5                 |            |  |  |       |       |       |
|  | CRO Ana Zaninović       | CRO Ana Zaninović       | 9R               |  |  |                         | CRO Ana Zaninović       | CRO Ana Zaninović | 7  |                      |                      |                   |            |  |  |       |       |       |
|  | RUS Ekaterina Kim       | RUS Ekaterina Kim       | 3                |  |  | CRO Ana Zaninović       | CRO Ana Zaninović       | 14                |    |                      |                      |                   |            |  |  |       |       |       |
|  | SRB Dragana Gladović    | SRB Dragana Gladović    | 8                |  |  | SRB Dragana Gladović    | SRB Dragana Gladović    | 1                 |    |                      |                      |                   |            |  |  |       |       |       |
|  | AZE Gunay Aghakishiyeva | AZE Gunay Aghakishiyeva | 4                |  |  |                         |                         |                   |    |                      | CRO Ana Zaninović    | CRO Ana Zaninović | 9          |  |  |       |       |       |
|  | SWE Nikita Glasnović    | SWE Nikita Glasnović    | 1                |  |  |                         | GBR Jade Jones          | GBR Jade Jones    | 12 |                      |                      |                   |            |  |  |       |       |       |
|  | POR Joana Cunha         | POR Joana Cunha         | 0                |  |  | SWE Nikita Glasnović    | SWE Nikita Glasnović    | 6                 |    |                      |                      |                   |            |  |  |       |       |       |
|  | SUI Manuela Bezzola     | SUI Manuela Bezzola     | 0                |  |  | FRA Floriane Liborio    | FRA Floriane Liborio    | 5                 |    |                      |                      |                   |            |  |  |       |       |       |
|  | FRA Floriane Liborio    | FRA Floriane Liborio    | 6                |  |  |                         |                         |                   |    | SWE Nikita Glasnović | SWE Nikita Glasnović | 6                 |            |  |  |       |       |       |
|  | GER Anna-Lena Frömming  | GER Anna-Lena Frömming  | 5                |  |  |                         | GBR Jade Jones          | GBR Jade Jones    | 7  |                      |                      |                   |            |  |  |       |       |       |
|  | HUN Edina Kotsis        | HUN Edina Kotsis        | 11               |  |  | HUN Edina Kotsis        | HUN Edina Kotsis        | 2                 |    |                      |                      |                   |            |  |  |       |       |       |
|  | CYP Despina Pilavaki    | CYP Despina Pilavaki    | 1                |  |  | GBR Jade Jones          | GBR Jade Jones          | 5                 |    |                      |                      |                   |            |  |  |       |       |       |
|  | GBR Jade Jones          | GBR Jade Jones          | 9                |  |  |                         |                         |                   |    |                      |                      |                   |            |  |  |       |       |       |

### Repescagem
|  | Repescagem           | Repescagem           | Repescagem |  | Terceiro lugar       | Terceiro lugar       | Terceiro lugar |  |  |  |  |
|  |                      |                      |            |  |                      |                      |                |  |  |  |  |
|  | SRB Dragana Gladović | SRB Dragana Gladović | W          |  | SWE Nikita Glasnović | SWE Nikita Glasnović | 7              |  |  |  |  |
|  | RUS Ekaterina Kim    | RUS Ekaterina Kim    |            |  | SRB Dragana Gladović | SRB Dragana Gladović | 0              |  |  |  |  |
|  |                      |                      |            |  |                      |                      |                |  |  |  |  |
|  | CYP Despina Pilavaki | CYP Despina Pilavaki | 0          |  | HUN Edina Kotsis     | HUN Edina Kotsis     | 2              |  |  |  |  |
|  | HUN Edina Kotsis     | HUN Edina Kotsis     | 2          |  | ESP Eva Calvo        | ESP Eva Calvo        | 15             |  |  |  |  |